# Opsilia chinensis
Opsilia chinensis är en skalbaggsart som först beskrevs av Stefan von Breuning 1943.  Opsilia chinensis ingår i släktet Opsilia och familjen långhorningar. Inga underarter finns listade i Catalogue of Life.